# Campionato italiano under 21 di canoa polo
Il campionato italiano under 21 di canoa polo è costituito da due gironi all'italiana su base geografica, al termine dei quali le migliori tre classificate di entrambi i gironi si scontrano fra loro per determinare la squadra campione d'Italia. Nel 2012 erano iscritte 15 squadre, quasi tutte totalmente maschili, anche se il regolamento permette squadre miste. Una volta era previsto un fuori quota per squadra, ma adesso tale possibilità è stata abolita. Tranne che nella prima edizione, è sempre stato vinto da squadre siciliane. Nel 2013 tale campionato è stato profondamente riformato: le 19 squadre iscritte sono state divise in tre gironi non su base geografica ma in base ai punteggi dell'anno precedente. Il vincitore verrà deciso come prima attraverso i play-off, a cui accederanno le prime due classificate di ogni girone.

## Squadre partecipanti nel 2013
| Club                            | Città              |
| ------------------------------- | ------------------ |
| Pro Scogli Chiavari             | Chiavari           |
| ARCI Borgata Marinara Lerici    | Lerici             |
| Idroscalo Club                  | Milano             |
| Gruppo Canoe Polesine           | Rovigo             |
| Canoa Club Bologna              | Anzola dell'Emilia |
| Società Canottieri Ichnusa      | Cagliari           |
| Canoa Club Cagliari             | Cagliari           |
| Canottieri Comunali Firenze     | Firenze            |
| Canottieri Comunali Firenze B   | Firenze            |
| Canottieri Pisa                 | Pisa               |
| Lega Navale Italiana Ancona     | Ancona             |
| Canoa Club Mariner              | Roma               |
| SS Lazio Canoa Polo             | Roma               |
| Canoa Club Napoli               | Bacoli             |
| Circolo Nautico Posillipo       | Napoli             |
| Circolo Nautico Marina S.Nicola | San Nicola l'Arena |
| Polisportiva Nautica Katana     | Catania            |
| Polisportiva Canottieri Catania | Catania            |
| KST 2001 Siracusa               | Siracusa           |

## Albo d'oro
| Edizione   | 1º posto (Campione d'Italia)          | 2º posto                                          | 3º posto                         |
| ---------- | ------------------------------------- | ------------------------------------------------- | -------------------------------- |
| 2004 (1ª)  | Pol. Arenzano/C.C.Acque Azzurre       | Canoa Club Bologna                                | KST 2001 Siracusa                |
| 2005 (2ª)  | Pol. Nautica Katana/Sport Club Ognina | Canoa Club Bologna                                | KST 2001 Siracusa                |
| 2006 (3ª)  | KST 2001 Siracusa                     | Società Sportiva Murcarolo                        | ?                                |
| 2007 (4ª)  | KST 2001 Siracusa                     | Società Sportiva Murcarolo/Amici del Fiume Torino | CK Academy/UCK Bari              |
| 2008 (5ª)  | KST 2001 Siracusa                     | Pol. Nautica Katana                               | S. C. Ichnusa                    |
| 2009 (6ª)  | KST 2001 Siracusa                     | Pol. Arenzano                                     | Circolo Nautico Posillipo        |
| 2010 (7ª)  | KST 2001 Siracusa                     | S. C. Ichnusa                                     | Gruppo Canoe Polesine            |
| 2011 (8ª)  | KST 2001 Siracusa                     | CUS Bari                                          | Pol.Nautica Katana               |
| 2012 (9ª)  | Pol.Nautica Katana                    | S. C. Ichnusa                                     | Canoa Club Napoli                |
| 2013 (10ª) | Canoa Club Napoli                     | Pol.Nautica Katana                                | C.C. Firenze                     |
| 2014 (11ª) | Canoa Club Napoli                     | Pol.Nautica Katana                                | A.R.C.I. Borgata Marinara Lerici |
| 2015 (12ª) | Canoa Club Napoli                     | A.R.C.I. Borgata Marinara Lerici                  | Pol.Nautica Katana               |
| 2016 (13ª) | Canoa Club Napoli                     | A.R.C.I. Borgata Marinara Lerici                  | Marina San Nicola                |
| 2017 (14ª) | Canoa Club Napoli                     | Circolo Nautico Posillipo                         | Idroscalo Club                   |
| 2018 (15ª) | Canottieri Eur                        | S. C. Trinacria                                   | Canoa Club Napoli                |
| 2019 (16ª) | Canoa Club Napoli                     | G.S.C. Catania                                    | ?                                |
| 2021 (17ª) | Jomar Club Catania                    | Canoa Club Napoli                                 | Pol.Nautica Katana               |
| 2022 (18ª) | Canoa Club Napoli                     | Jomar Club Catania                                | S. C. Ichnusa                    |
| 2023 (19ª) | Jomar Club Catania                    | S. C. Ichnusa                                     | Canoa Club Napoli                |

## Statistiche

### Titolo per squadra
| Squadra                               | Titoli | Edizioni                                 |
| ------------------------------------- | ------ | ---------------------------------------- |
| Canoa Club Napoli                     | 7      | 2013, 2014, 2015, 2016, 2017, 2019, 2022 |
| KST 2001 Siracusa                     | 6      | 2006, 2007, 2008, 2009, 2010, 2011       |
| Jomar Club Catania                    | 2      | 2021,2023                                |
| Pol. Arenzano/C.C.Acque Azzurre       | 1      | 2004                                     |
| Pol. Nautica Katana/Sport Club Ognina | 1      | 2005                                     |
| Pol. Nautica Katana                   | 1      | 2012                                     |
| Canottieri Eur                        | 1      | 2018                                     |